# Фролов, Валерий Дмитриевич
Валерий Дмитриевич Фролов (бел. Валерый Дзмітрыевіч Фралоў;14 августа 1947 года, Минск — 9 ноября 2014 года, там же) — белорусский политический деятель, депутат Палаты представителей Национального собрания второго созыва, член Белорусской социал-демократической партии (Громада), генерал-майор.
Участвовал в Президентских выборах в Белоруссии в 2006 году, но, не набрав достаточно подписей, снял свою кандидатуру в пользу Александра Козулина. Во время выборов 2010 года был доверенным лицом Андрея Санникова. Планировал участвовать в выборах 2015 года, но скончался 9 ноября 2014 года.

## Биография
Родился 14 августа 1947 года в Минске в семье рабочих. Получил специальность инженера-механика по эксплуатации автомобилей, тракторов и танков в Харьковском гвардейском высшем танковом командном училище. Окончил Военную академию бронетанковых войск, Военную академию Генерального штаба, Академию управления при Президенте Республики Беларусь по специальности менеджер-экономист.
Служил в армии, пройдя путь от командира танкового взвода до командира армейского корпуса. В июне 1991 году назначен командиром дивизии, размещённой в Вильнюсе. Во время Августовского путча защищал ЦК компартии Литвы, обеспечивал вывоз документов, не допустив при этом кровавого противостояния. Под началом Фролова служил Аслан Масхадов. В рядах Вооруженных Сил Республики Беларусь командовал 28-м армейским корпусом, дислоцировавшимся в Гродненской и Брестской областях, где под его началом служил Александр Межуев. В звании генерал-майора переведён в распоряжение Министра обороны Республики Беларусь.
В 2000 году был избран депутатом Палаты представителей Национального собрания Республики Беларусь от Гродненского сельского избирательного округа № 54. В парламенте вошёл в Постоянную комиссию Палаты представителей по национальной безопасности. Состоял в депутатских группах «Друзья Болгарии» и «Республика». В 2004 году участвовал в голодовке протеста против политики Александра Лукашенко и за изменение избирательного законодательства.
В 2007 и 2008 годах проводил митинги в поддержку объединения России и Белоруссии, однако собрал на них менее 50 человек. Позднее вошёл в состав Белорусской социал-демократической партии (Громада), где получил пост заместителя председателя. В 2009 году на короткий срок был назначен советником генерального конструктора многофункциональной космической системы Союзного государства. В июне 2014 года заявлял о намерении участвовать в президентских выборах 2015 года, чтобы сняться в пользу одного из оппозиционных кандидатов.
Умер в своём доме в Минске 9 ноября 2014 года от инфаркта.

### Личная жизнь
Был женат дважды, первая жена умерла в 2003 году. Со второй женой, Натальей Шинкевич, развёлся. От первого брака остался сын Дмитрий (бел. Дзьмітры Фралоў).

## Награды
- Орден «За службу Родине в Вооружённых Силах СССР» III степени[10]
- Орден Русской православной церкви Преподобного Сергия Радонежского III степени[10]
- 11 медалей[10]